# Rawa Majid
Rawa Majid (sorani: ڕەوا مەجید), mer känd som Kurdiska räven eller ”foxkurdish”, född 12 juli 1986 i Iran, är en svensk-kurdisk brottsling. Han anses vara huvudledaren för den kriminella organisationen Foxtrot och pekas ut som en av Sveriges mest eftersökta brottslingar.
Rawa Majid flyttade 2018 till Turkiet och fick turkiskt medborgarskap. Han är sedan augusti 2020 internationellt efterlyst för synnerligen grovt narkotikabrott och förberedelse till mord. Majid befinner sig i konflikt både med flera andra kriminella gäng och tidigare Foxtrot-medlemmar. Han är en av personerna som kopplas till sprängningar och skjutningar i Sverige, framför allt i Stockholms- och Uppsalaområdet. Både utförare och offer har under våldsvågen ofta varit barn. Offren har även varit släktingar till både rivaler och tidigare vänner till Rawa Majid samt tredje man.

## Biografi
Majids föräldrar kommer från Kurdistan. Han föddes i Iran under deras flykt via Iran till Sverige. Familjen bosatte sig i Uppsala när de kom till Sverige. Han blev kioskägare i tidig ålder. Han har tre barn.
Efter att Majid avtjänat ett långt fängelsestraff blev hans kusin Shad Aziz mördad, vilket gjorde att svenska myndigheter sommaren 2018, trots att Majid var villkorligt frigiven och under övervakning, tillät honom att lämna Sverige. Aziz var ledare för det kriminella nätverket Headshotligan (eller förkortat HSL). Majid har sedan dess befunnit sig i Irak och i Turkiet, där han uppgett sig vara irakisk skeppsredare.
Majid köpte turkiskt medborgarskap 2020 genom ett turkiskt program för medborgarskap i utbyte mot investeringar. Därför vägrar Turkiet att gripa och utlämna honom. Majid var arresterad några veckor i Turkiet 2022 när han blev påkommen efter att ha glömt en resväska med pengar, varvid hans verkliga identitet avslöjades.
Svensk polis delade information om en operation för att gripa Majid med hjälp av turkisk polis på högsta nivå, men enligt svensk polis läckte  informationen till medlemmar i det kriminella nätverket Foxtrot. År 2023 hotade Sveriges biträdande statsminister att upphäva Sveriges finansiella bistånd till Turkiet ifall Majid inte utlämnades, men drog senare tillbaka uttalandet.
Såväl Rawa Majid själv som hans släktingar och allierade har varit måltavlor för våldsvågen. Den 12 september 2023 sköts en man i Uppsala, när han befann sig på samma adress som en anhörig till Majid var skriven. Den anhöriga tros vara det tilltänkta offret.
Rawa Majid greps av polisen i Iran, nära den iranska gränsen den 6 oktober 2023. I maj 2024 uppgav den israeliska underrättelsetjänsten att det svenska brottsnätverket Foxtrot och dess ledare Rawa Majid numera arbetar för Iran.
29 januari 2025 sköts Rawa Majids 65-åriga farbror ihjäl i en butik i Husby. 

## Brott begångna av Majid och/eller Foxtrot-nätverket
Rawa Majid har tidigare dömts till åtta års fängelse för grovt narkotikabrott och misshandel vid två olika tillfällen. Han fick sin första dom som 19-åring, då han dömdes bland annat för inbrott och cigarettsmuggling.
Rawa Majid låg tidigare i konflikt med det rivaliserande gänget Vårbynätverket. Den 9 september 2020 sköts och dödades en 25-årig man i Uppsala i vad som tros ha varit ett gängrelaterat attentat. Offret ska ha varit medlem i Vårbynätverket och skottlossningen tros ha utförts av medlemmar i Foxtrot-nätverket.
Bandidos är ett annat av de kriminella nätverk som Majid befinner sig i konflikt med. En 33-årig man sköts den 4 mars 2022 ihjäl strax utanför Bandidos lokaler. Troligen hade han misstagits för att vara Bandidosmedlem. Flera medlemmar i Foxtrot-nätverket har åtalats för mordet. Majid tros vara beställare, men har inte gått att ställa inför rätta för mordet eftersom han håller sig undan i Turkiet. Röstinspelningar visar att Rawa Majid två veckor senare planerade för en 18-årig man att utföra ett nytt mord mot Bandidos ledare, men dådet avbröts när de upptäcktes av polisens spanare. Rawa Majid är häktad i utevaro misstänkt för förberedelse till mord. Den 6 september 2023 tros han ha gett en 17-åring i uppdrag att spränga Bandidos lokal.
Majid befinner sig sedan december 2022 i en eskalerande konflikt med Dalennätverket i Stockholm och med dess ledare Mikael Tenezos, även kallad Greken. En 21-åring bytte då sida från Dalennätverket till Foxtrot-nätverket och lejde tonåringar att beskjuta personer ur Dalennätverket och deras släktingar. Detta för att med våld överta narkotikamarknaden i Sundsvall från Dalennätverket. Flera våldsdåd mot Dalennätverket och deras allierade har utförts av personer som anses ha anlitats av nätverket Foxtrot och Rawa Majid. Utförarna har tillhört dels Majids och Foxtrots allierade Bronätverket, dels Zeronätverket.
En intern konflikt i Foxtrotnätverket har uppstått mellan Rawa Majid och en falang kring dennes tidigare högra hand Ismail Abdo, vilket har lett till en våldsspiral. Därmed tros Rawa Majid sedan åtminstone 2023 befinna sig i konflikt med tre parter samtidigt. Den 2 september 2023 sköts och dödades Abdos mor, en kvinna i 60-årsåldern, i Gränbyområdet i Uppsala. Två tonårspojkar har häktats misstänkta för att ha utfört mordet.